# Мерлино (Смоленская область)
Мерлино — деревня в Смоленской области России, в Краснинском районе. Расположена в западной части области в 11 км к северо-востоку от Красного, в 1 км к югу от автодороги Р135 (Смоленск — Красный — Гусино). Население — 319 жителей (2007 год). Административный центр Мерлинского сельского поселения.

## Достопримечательности
- Обелиск на братской могиле воинов Советской Армии, погибших в 1941—1943 гг.
- Памятное место, где 4 ноября 1812 года произошло крупное сражение русских войск с корпусом французских войск под командованием Е. Богарне.